# Hiroshi Yoshida
Hiroshi Yoshida (吉田 弘, Yoshida Hiroshi, Shizuoka, 11 februari 1958) is een Japans voormalig voetballer die als aanvaller speelde.

## Clubcarrière
In 1976 ging Yoshida naar de Hosei University, waar hij in het schoolteam voetbalde. Nadat hij in 1980 afstudeerde, ging Yoshida spelen voor Furukawa Electric. Met deze club werd hij in 1985/86 kampioen van Japan. Yoshida veroverde er in 1982 en 1986 de JSL Cup. In 10 jaar speelde hij er 180 competitiewedstrijden en scoorde 60 goals. Yoshida beëindigde zijn spelersloopbaan in 1990.

## Japans voetbalelftal
Hiroshi Yoshida debuteerde in 1981 in het Japans nationaal elftal en speelde 9 interlands, waarin hij 1 keer scoorde.

## Statistieken
| Japans voetbalelftal | Japans voetbalelftal | Japans voetbalelftal |
| Jaar                 | Wed.                 | Dlp.                 |
| -------------------- | -------------------- | -------------------- |
| 1981                 | 6                    | 1                    |
| 1982                 | 1                    | 0                    |
| 1983                 | 2                    | 0                    |
| Totaal               | 9                    | 1                    |